# Treblinka (Band)
Treblinka war eine schwedische Black-/Death-Metal-Band.

## Geschichte
Treblinka wurde im März 1988 von Johan „Lucifer Hellslaughter“ Edlund gegründet. Nachdem er im Juni 1988 den Gesang bei der Demoaufnahme Mind the Edge der Thrash-Metal-Band River’s Edge übernahm, schlossen sich deren Mitglieder Stefan „Emetic“ Lagergren und Anders „Najse Auschwitzer“ Holmberg Treblinka an. Komplettiert wurde die Besetzung durch den Bassisten Jörgen „Juck“ Thulberg von der Hardcore-Band The Clint Eastwood Experience. Der an das Vernichtungslager Treblinka angelehnte Name verursachte Kontroversen; bei ihrem ersten Konzert wurde die Band aufgefordert, vor dem Spielen zu erklären, dass sie nicht nationalsozialistisch sei; auf der Bühne verkündete Hellslaughter: „Our name is Treblinka, and we are fucking proud of it!“ Am 18. und 19. November 1988 spielte die Band im Sunlight-Studio ihre erste Demoaufnahme Crawling in Vomits ein.
1989 folgten die zweite Demoaufnahme The Sign of the Pentagram und die 7”-Single Severe Abominations, die über ihre eigene Plattenfirma Mould in Hell Records in einer Auflage von 666 Stück erschien und innerhalb weniger Tage ausverkauft war.
1989 verließen Emetic und Najse Auschwitzer die Band, um sich auf Expulsion zu konzentrieren, während Hellslaughter unter dem neuen Namen Tiamat weiterhin aktiv war. Während in Daniel Ekeroths Buch Swedish Death Metal und auf der Seite von Century Media von einem Namenswechsel die Rede ist und auch das ehemalige Mitglied Juck dies so sieht, bezeichnete Megalomaniac Productions Treblinka als Edlunds erste Band, und Edlund selbst äußerte, Treblinka habe mit Tiamat nichts zu tun. Einige unter dem Namen Treblinka aufgenommene Stücke wurden für Tiamats Debütalbum Sumerian Cry neu aufgenommen.
Die Treblinka-Aufnahmen wurden bis 2013 nicht offiziell veröffentlicht, es erschienen jedoch zahlreiche Bootlegs. Century Media veröffentlichte am 4. Oktober 2013 die 3 CD-Kompilation Shrine of the Pentagram, die neben den bisherigen Veröffentlichungen Live-Mitschnitte und Instrumentalstücke aus den Aufnahmen zu Sumerian Cry enthält.

## Stil
Auf Crawling in Vomits spielte Treblinka laut Ekeroth „kruden“ und „amateurhaften“, aber „nichtsdestoweniger kraftvoll[en]“ Metal mit halb verzerrten Gitarren, laut Ekeroth „seltsamen Melodien“ und einfachen Ein-Saiten-Riffs. Die Texte waren gore- und party-orientiert. Der Stil auf The Sign of the Pentagram war nach wie vor primitiv und roh, die Riffs jedoch durchdachter und die Arrangements besser strukturiert, und die Texte orientierten sich am Satanismus. Björn Thorsten Jaschinski vom Rock Hard bezeichnet den Stil als „bestialisch rumpelnden Black Metal mit Einflüssen von alten Bathory, frühen Mayhem, südamerikanischen Chaotentruppen und ganz wenig Stockholm-Todesblei“. Boris Kaiser vom Rock Hard bezeichnet den Klang als „über weite Strecken sehr räudig, aber das liegt in der Natur der Sache“.

## Diskografie
- 1988: Crawling in Vomits (Demo)
- 1989: The Sign of the Pentagram (Demo)
- 1989: Severe Abominations (Single)
- 2013: Shrine of the Pentagram (Kompilation, Century Media)